# Franz Ziereis
Franz Ziereis (Múnich, 13 de agosto de 1905 – Gusen, 24 de mayo de 1945), apodado el Pavo por los republicanos españoles, fue el comandante (Lagerkommandant) del campo de concentración de Mauthausen-Gusen entre 1939 y 1945, hasta el mismo momento de su liberación por los estadounidenses.

## Biografía

### Primeros años
Nació el 13 de agosto de 1905 en Múnich, capital de la región de Baviera. Su padre trabajaba como conductor de un carruaje de caballos y murió durante la Primera Guerra Mundial. Franz estudió durante ocho años en la escuela elemental y después comenzó a trabajar como aprendiz y chico de los recados en un almacén comercial. Durante las noches estudiaba comercio. En el año 1922 comenzó a trabajar en una tienda de carpintería.
Durante varios períodos de su vida estuvo desempleado. Por esta razón, en el año 1924 decidió firmar un contrato por 12 años en el Reichswehr, ingresando el 1 de abril del mismo año. El 30 de septiembre de 1936 abandonó el ejército tras cumplirse su contrato.

### Carrera en las SS
Poco después recibió una oferta de empleo en la SS-Totenkopfverbände con el rango de primer teniente de las SS-Obersturmführer con oportunidades de ascenso y aceptó. Se unió a las Schutzstaffel (SS) y al Partido nazi (NSDAP).
Al principio recibió instrucciones de naturaleza militar y sus superiores lo elogiaron por su capacidad como instructor de entrenamiento. En el año 1937 se convirtió en el líder la 22. Hundertschaft de la SS-Totenkopfverbände en el departamento de Brandeburgo. Ese mismo año resultó gravemente herido en la rodilla durante un entrenamiento y precisó una prolongada hospitalización.
En el año 1938 Franz Ziereis fue transferido a la recientemente anexionada Austria, donde entrenó a varios jóvenes soldados de las SS del regimiento Turingia de las SS.

### El campo de Mauthausen-Gusen

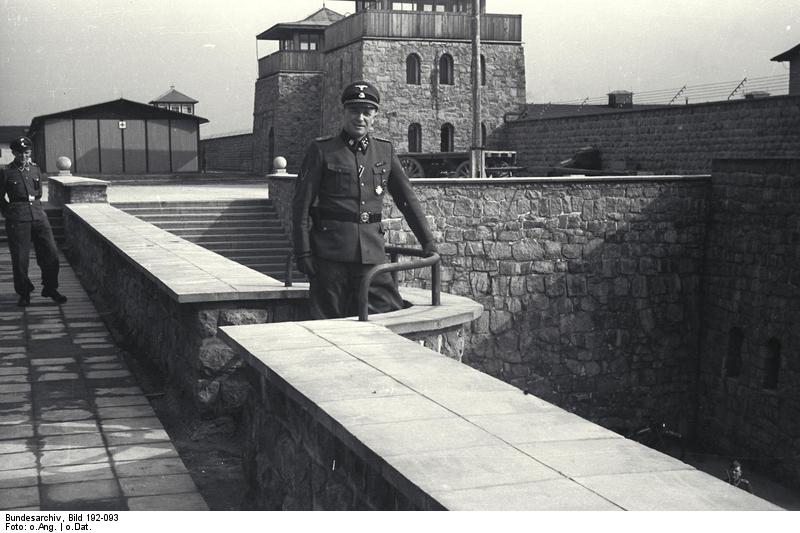
Franz Ziereis en Mauthausen.

Siguiendo órdenes de sus superiores asumió el puesto de comandante del campo de concentración de Mauthausen-Gusen el 9 de febrero de 1939, sustituyendo a Albert Sauer. El 25 de agosto de 1939 fue promocionado a SS-Sturmbannführer (mayor) y el 20 de abril de 1944, debido a sus "logros especiales" a comandante de campo con rango de SS-Standartenführer (coronel).
Tras la liberación del campo de concentración de Mauthausen el 5 de mayo de 1945, huyó con su esposa e hijo. Soldados estadounidenses los encontraron en su refugio de caza austríaco en la montaña Phyrn en Austria, el 23 de mayo. Franz Ziereis intentó escapar de ellos disfrazado de tirolés, pero fue descubierto y tras un intercambio de disparos con sus perseguidores resultó gravemente herido. Fue llevado al hospital estadounidense de Gusen, donde murió al día siguiente. Su cadáver fue colgado por antiguos prisioneros en la verja del campo de Gusen I.